# Хэзлитт, Уильям
Уи́льям Хэ́злитт (William Hazlitt; 10 апреля 1778 — 18 сентября 1830) — один из классиков английской эссеистики, наследник традиций Дж. Аддисона и Р. Стила, популяризатор творчества Шекспира. Его стиль отличают энергия, энтузиазм, ясность изложения при взволнованности тона.

## Биография
Хэзлитт родился в Мейдстоне, Кент, Англия, вырос в Ирландии и в Новой Англии, куда его отец, пастор-унитарианец, приехал, чтобы основать первую унитарианскую церковь Бостона. Когда мальчику было 9 лет, семья Хэзлиттов обосновалась в шропширском местечке Уэм. Природная застенчивость и трудности с письменной речью стали залогом раннего интереса к живописи. В 1802 г. Хэзлитт посетил Лувр с целью копирования шедевров «старых мастеров».
К тому времени Хэзлитт уже свёл знакомство с ярчайшими представителями английского романтизма — Кольриджем, Вордсвортом, Чарльзом Лэмом. Он восхищался сестрой Лэма, Мэри, но в итоге сделал предложение её подруге Саре Стоддарт, дочери редактора газеты The Times. После свадебной церемонии супруги уехали в 1808 г. в Солсбери, где сняли домик в нескольких километрах от города.
В юные годы Хэзлитт, предполагая посвятить свою жизнь служению церкви, жадно читал философские труды современников, причём постепенно перешёл на позиции материализма. Его первой книгой стал философский трактат, озаглавленный «О принципах человеческих поступков» (1805). Некоторое время он зарабатывал на жизнь чтением философских лекций для лондонской публики и публикацией заметок на различные темы в газете The Morning Chronicle.
Вторая половина 1810-х гг. стала наиболее плодотворным временем в жизни Хэзлитта. Его бесчисленные критические заметки по поводу английской театральной сцены (именно Хэзлитт открыл гений Эдмунда Кина) были изданы отдельной книгой в 1818 г. Колонка, которую он вёл в журнале Ли Ханта The Examiner, дала материал для двухтомного сборника «Круглый стол» (1817). В том же году были напечатаны «Персонажи пьес Шекспира» — бестселлер своего времени, отмеченный неуёмными восторгами по поводу всех без исключения работ драматурга. Хэзлитт одним из первых признал в Шекспире величайшего гения во всей истории литературы. 
Хэзлитт впечатлял современников размахом своей эрудиции — способностью с равным энтузиазмом рассуждать о поединках ведущих боксёров (The Fight, 1822), об экономических основах американского рабства и о живописных теориях Джошуа Рейнольдса. Ценя писательский азарт в других, Хэзлитт и сам не стеснялся впадать в гротескные преувеличения («Все сельские жители ненавидят друг друга»). В 1818-19 гг. увидели свет его лекции об английских поэтах и юмористах, а также книга о драматургах елизаветинской эпохи.
Между тем либеральные до радикализма взгляды Хэзлитта и безапелляционность суждений нажили ему массу недругов, особенно в стане тори, которые развернули против него журнальную войну. Учащались ссоры даже с близкими друзьями. Влюбившись в 19-летнюю дочь портного (в доме которого квартировал), 41-летний Хэзлитт порвал отношения с женой. Их развод был узаконен в 1822 г. Как вызов общественному мнению была воспринята книга «Свободная любовь, или Новый Пигмалион» (1823) — исповедальный дневник этой страсти. Консервативные критики зло высмеяли книгу, после чего тиражи изданий Хэзлитта сильно упали, а материальное положение пошатнулось.
В 1824 г. Хэзлитт закончил «Очерки об основных картинных галереях Англии» и, оформив брак с вдовой миссис Бриджуотер, отправился в длительное путешествие по Европе. «Путевые заметки» Хэзлитта станут настольной книгой Гейне. Во Франции он пишет 4-томную «Жизнь Наполеона», своего давнего кумира. Известие о смерти Наполеона стало для него ударом: две недели он топил своё горе в вине, к которому после этого уже не притрагивался. 
По возвращении в Англию семейную жизнь Хэзлитта вновь начинает штормить — сын от первого брака не может поладить с мачехой. Писатель встаёт на сторону сына и переезжает к нему в квартиру. В конце жизни он работает над книгой диалогов со своим старым другом, художником Норткотом. Умер в сильных мучениях, предположительно от рака желудка.
В 1823-25 гг. Хэзлитт опубликовал две книги очерков, которые можно считать итоговыми. Это сборник живых, зачастую крайне язвительных портретов деятелей современной политики — «Дух времени» (The Spirit of the Age) и книга очерков на свободные темы «Застольные беседы» (Table-Talk). Последняя привлекла внимание Пушкина, который оставил на её полях заметки и даже принялся составлять собственный Table-Talk. Первое издание «Застольных бесед» на русском языке появилось в 2010 году в серии «Литературные памятники» (ред. Н. Я. Дьяконова).